# 高橋ユウ
高橋 ユウ（たかはし ユウ、1991年〈平成3年〉1月19日 - ）は、日本のファッションモデル、女優である。2011年9月以前は、読み仮名同じで高橋 優を芸名とした。
滋賀県大津市出身で、身長176.5センチメートル (cm) 、エイジアプロモーションに所属し、夫はキックボクサーの卜部弘嵩である。

## 来歴
2002年にavex audition 2002で最終合格者15人に選ばれる。
2006年3月に『OUT★PUT』（テレビ東京）の女性ヴォーカルオーディションでグランプリに選出され、7月から主婦の友社の雑誌『Cawaii!』）の専属モデルとなり、10月に渋谷ガールズコレクションに出演する。
2007年4月からNHK教育の『きょうから英会話』にレギュラー出演する。
2008年1月からテレビ朝日の『仮面ライダーキバ』でヒロインの一人、麻生ゆり役を務め、8月に神戸コレクション東京公演に出演する。
『Cawaii!』専属モデルを卒業後に仕事が激減した。2010年秋ごろから2011年にかけて芸能活動を離れ、アルバイトをしつつ、EXILE Presents VOCAL BATTLE AUDITION 3 〜For Girls〜に参加した。
2011年9月からエイジアプロモーションに所属する。芸能活動を休止していた時期にブレイクした同姓同名の男性歌手の高橋優に配慮し、自身の芸名をカタカナ表記の「高橋ユウ」に心機一転し、芸能活動を再開。
2013年に舞台『曽根崎心中』でお初を演じ、平成25年度（第68回）文化庁芸術祭新人賞を大衆芸能部門で受賞。

## 私生活
姉の高橋メアリージュンに誘われ、2017年2月に初めて観戦したK-1でリング上のキックボクサーの卜部弘嵩に一目ぼれする。兄弟姉妹とマネージャーを交えた食事会を経て、従来から「好きな女性のタイプは高橋ユウ」と答えていた卜部が告白し、交際を始めて同棲へ発展した。2018年7月22日放送の日本テレビ『行列のできる法律相談所』で公開プロポーズを受け、9月に結婚。10月14日にブログで報告。2019年5月18日（日本時間19日）にハワイで挙式。9月22日放送の『行列のできる法律相談所』で、第1子の妊娠を公表し、2020年1月28日に男児を出産。2022年6月28日、第2子妊娠を報告。12月2日、第2子男児を出産。

## 人物
滋賀県大津市の出身で、2016年5月から姉のメアリージュンとともに同市の魅力を発信する「びわ湖大津ふるさと観光大使」を務める。
音楽鑑賞、ギター、バレーボールを趣味に、掃除、韓国語、歌唱を特技とする。

## 家族
日本人の父親とフィリピン人の母親とのハーフで、夫はキックボクサーの卜部弘嵩、義弟はキックボクサーの卜部功也。
4人兄弟姉妹の3番目で姉はファッションモデルの高橋メアリージュン、兄は絵画アーティストの高橋源治、弟はプロサッカー選手の高橋祐治、義妹（祐治の妻）は元AKB48でタレントの高城亜樹。

## 出演

### テレビ番組
- OUT★PUT（2006年3月、テレビ東京）
- きょうから英会話（2007年4月 - 2008年3月・2008年10月 -  2009年3月、NHK教育）
- 激☆音ボケ（2009年10月 - 2010年9月、TOKYO MX) - レギュラーMC
- 山中秀樹のあそびにマジメ（2014年1月 - 2015年4月、BSフジ）
- 魔女に言われたい夜〜正直過ぎる品定め〜（2017年4月 - 、フジテレビ）[21]
- ランニングエンターテインメント「サブ4!! シーズンII」（2018年10月 - 2019年3月、BS日テレ）
- 発見!タカトシランド（北海道文化放送）
  - 2023年5月19日 - 平岡・美しが丘エリアでイイとこ探し!
  - 2023年5月26日 - 北郷・川下エリアでイイとこ探し

### テレビドラマ
- 仮面ライダーシリーズ
  - 仮面ライダーキバ（2008年1月 - 2009年1月、テレビ朝日） - 麻生ゆり 役
  - 仮面ライダージオウ 第36話（2019年5月19日、テレビ朝日） - 妙齢の美女 役[22][23]
- 死神くん 第6話（2014年5月30日、テレビ朝日） - 桐野沙也加 役
- このミステリーがすごい! ベストセラー作家からの挑戦状「ダイヤモンドダスト」（2014年12月29日、TBS） - 坂下睦美 役
- 翳りゆく夏（2015年1月18日 - 2月15日、WOWOW） - 春木佐智子 役
- もひかん家の家族会ぎ（2017年10月 - 12月、東名阪ネット6） - 鈴山 役
- もみ消して冬〜わが家の問題なかったことに〜 第5話（2018年2月10日、日本テレビ） - ジュン 役
- のの湯（2019年4月14日 - 6月23日、BS12） - アリッサ・リベラ 役
- 癒されたい男 第8話（2019年5月29日、テレビ東京） - 膝頭フェチ子 役
- オー!マイ・ボス!恋は別冊で 第6話（2021年2月16日、TBS） - ジェシカ 役
- 全っっっっっ然知らない街を歩いてみたものの 第2話（2021年3月29日、フジテレビ） - 焼き鳥屋の常連客 役
- TOKYO MER〜走る緊急救命室〜 第4話（2021年7月25日、TBS） - 小山希望 役
- 私のエレガンス（2022年4月23日 - 5月7日、BSテレ東） - 花園友梨奈 役
- 金田一少年の事件簿 第2話 - 第3話（2022年5月8日・15日、日本テレビ） - 寒野美火 役[24][25]
- たとえあなたを忘れても 第4話（2023年11月12日、朝日放送テレビ） - 古賀百合江 役[26]

### インターネット番組
- コイカツ 恋愛ノウハウトークライブvol.2（2010年10月8日、マシェリバラエティ　マシェバラ）
- 今夜、釈明しますm(_ _)m（2017年6月24日、AbemaTV SPECIAL2チャンネル）[27]
- 隣の恋は青く見える（2021年5月9日 - 6月27日、ABEMA） - ストーリーテラー[28]
- 隣の恋は青く見える2（2021年9月25日 - 、ABEMA） - MC[28]

### 映画
- 劇場版 仮面ライダーキバ 魔界城の王（2008年） - 麻生ゆり 役
- 雨女（2016年） - YURI 役[29]
- ミュージアム（2016年）
- 闇金ドッグス4（2016年）
- バニラボーイ トゥモロー・イズ・アナザー・デイ (2016年) - ジェニファー・ジョニー役[30]
- Bの戦場（2019年）
- 恋するアンチヒーロー THE MOVIE（2019年） - 桃井亜衣/ガルピンク 役[31]
- スマホを落としただけなのに 囚われの殺人鬼（2020年） - 神宮寺紗綾子 役
- がんばれいわ!!ロボコン ウララ〜!恋する汁なしタンタンメン!!の巻（2020年） - 伊東ヨーコ 役[32]

### 舞台
- 劇団PU-PU-JUICE公演 パニ☆ホス（2013年8月1日 - 11日）
- 美少女戦士セーラームーン - セーラージュピター 役
  - 美少女戦士セーラームーン -La Reconquista-（2013年9月13日 - 23日、AiiA Theater Tokyo）
  - 美少女戦士セーラームーン -Petite Étrangère-（2014年8月21日 - 31日、AiiA Theater Tokyo / 9月5日 - 7日、梅田芸術劇場 シアター・ドラマシティ）
  - 美少女戦士セーラームーン -Un Nouveau Voyage-（2015年9月18日 - 27日、AiiA 2.5 Theater Tokyo / 10月2日 - 4日、サンケイホールブリーゼ）
- 曽根崎心中（2013年 11月2日 - 4日、兵庫県立芸術文化センター / 11月8日 - 17日、あうるすぽっと） - お初 役
- WBB vol.6   そして、今夜もニコラシカ!（2014年8月1日 - 11日） - 謎の女 役
- スーパーダンガンロンパ2 THE STAGE 〜さよなら絶望学園〜（2015年12月3日 - 13日） -  終里赤音 役
  - スーパーダンガンロンパ2 THE STAGE 〜さよなら絶望学園〜 2017（2017年3月16日 - 4月2日）
- ROCK MUSICAL BLEACH 〜もうひとつの地上〜（2016年7月28日 - 8月7日、AiiA 2.5 Theater Tokyo / 8月24日 - 28日、京都劇場） - 松本乱菊 役
- Fate/Grand Order THE STAGE -神聖円卓領域 キャメロット-（2017年7月14日 - 7月17日、Zeppブルーシアター六本木） - アルトリア・ペンドラゴン 役[33]

### CM
- 資生堂 ザ・コラーゲン（2009年3月 - 2010年2月）
- 日本コカ・コーラ スプライト（2013年3月）
- サッポロビール プレミアムアルコールフリー「痴話喧嘩」編（2014年4月）- 桑田佳祐と共演
- NTTdocomo　『カケホーダイ＆パケあえる 家族でパケットシェア』UFO篇（2014年5月）- すみれと共演
- アイフル「みんなにオープン 女子のキモチ」篇（2014年10月）
- メルカリ「メゾンメルカリ・初出品（本/バッグ）」篇（2020年9月）- 姉・高橋メアリージュンと姉妹役で共演

### 雑誌
現在
- GISELe（主婦の友社）
- Numero TOKYO（扶桑社）2012年5月号
- CLASSY（光文社）
- Oggi（小学館）
- 妊活たまごクラブ（ベネッセコーポレーション）2020-2021年版[34]。
- たまごクラブ（ベネッセコーポレーション）2020年4月号[35]

過去
- PINKY（集英社）- 専属モデル
- Cawaii!（主婦の友社）- 専属モデル
- BLENDA（角川春樹事務所）

### ファッションショー
- 渋谷ガールズコレクション2006（2006年10月9日）
- 渋谷ガールズコレクション2007（2007年9月17日）
- 神戸コレクション 東京公演（2008年8月30日）
- DIVA'S DREAM FESTA（2008年10月31日）
- TOKYO GIRLS COLLECTION 2011（2011年9月3日）

### PV
- My Beauty Queen feat.JOYSTICKK,KOWICHI,ZANG HAOZI,JAY'ED

## 書籍

### 写真集
- "yu"(ユウ)（2008年8月、彩文館出版、撮影：松田忠雄）ISBN 978-4775602980

## 受賞歴
- 第68回文化庁芸術祭新人賞[10]（『曽根崎心中』 お初役に対して）。